# Walter Manning
Walter Peyton Manning (* 3. Mai 1920 in New York City; † 3. April 1945 in Hörsching) war ein US-amerikanischer Jagdflieger der Tuskegee Airmen. Er flog 50 Missionen und wurde sechsmal mit der Air Medal ausgezeichnet. Nachdem er 1945 abgeschossen worden war, wurde er in Österreich gefangen genommen und anschließend von einem Mob gelyncht.  2007 wurde er zusammen mit allen anderen Tuskegee-Fliegern posthum mit der Congressional Gold Medal ausgezeichnet. Manning ist der einzige bekannte Schwarze, der während des Zweiten Weltkriegs in Österreich gelyncht wurde.

## Militärzeit
1942 wurde Manning wegen eines gesundheitlichen Leidens zum Militärdienst abgelehnt. Er verwendete seine Ersparnisse, um eine Operation zu bezahlen, damit er sich einschreiben konnte. 1943 trat er in die United States Air Force ein. Nach seinem Abschluss am Tuskegee Institute wurde er 1944 der 301st Fighter Squadron, 332nd Fighter Group im Rang eines Leutnant zugeteilt. Er diente als Pilot auf dem Luftwaffenstützpunkt Ramitelli nähe der Campomarino in Italien.
Manning war am Ostermorgen, dem 1. April 1945, über der Donau in Österreich in ein Luftgefecht mit deutschen Flugzeugen verwickelt. Die Tuskegee-Flieger eskortierten B-24-Bomber auf einer Bombenmission in die Stadt St. Pölten in Österreich. Auf dem Rückflug zu ihrem Stützpunkt auf dem Ramitelli-Flugplatz in Italien sichtete die Gruppe feindliche Flugzeuge in der Nähe von Wels, Österreich. An diesem Tag flogen sieben Tuskegee-Flieger die Mission, die die deutschen Flugzeuge angriffen. Die amerikanischen Piloten schossen in dem Luftkampf 12 deutsche Flugzeuge ab. Im Gegenzug wurden jedoch drei Flugzeuge der Tuskegee-Flieger abgeschossen: Ein Pilot konnte auf befreundetem Territorium notlanden, einer wurde beim Abschuss sofort getötet und der dritte Pilot war Manning; Sein Flugzeug wurde so schwer beschädigt, dass er notaussteigen musste. Er sprang mit dem Fallschirm zu einem wartenden Mob, wurde aber von einem örtlichen Gendarmerieposten weggezogen.

## Ermordung
Manning wurde gefangen genommen und in Österreich auf dem Luftwaffenstützpunkt Fliegerhorst Hörsching in der Nähe von Linz inhaftiert. Am 3. April 1945 brach ein Mob von Zivilisten, aufgehetzt von SS-Truppen und unterstützt von Luftwaffenoffizieren, in das Gefängnis ein und fesselte Manning. Sie zerrten Manning nach draußen und misshandelten ihn schwer und hängten ihn schlussendlich an einem Laternenpfahl auf.
Amerikanische Soldaten entdeckten seine Leiche in einem flachen Grab in der Nähe des Luftwaffenstützpunkts. Ein Zivilist hatte die Stelle mit einem Holzkreuz markiert. Obwohl sie klare Hinweise auf einen Mord fanden, schlossen US-Beamte seinen Fall vorzeitig ab. Verdächtige wurden identifiziert, darunter zwei deutsche Offiziere, von denen angenommen wird, dass sie der Guerillagruppe Werwolf angehören. Allerdings wurde niemand strafrechtlich verfolgt.

## Gedenken
Im Jahr 2013 führten die österreichischen Historiker Nicole-Melanie Goll und Georg Hoffmann gemeinsam mit  Jerry Whiting ein Forschungsprojekt durch, um die Schicksale abgeschossener alliierter Flieger, darunter auch Manning, zu untersuchen. Gemeinsam erstellten sie eine Datenbank der 9.000 alliierten Piloten, die über Österreich getötet oder abgeschossen wurden. Die Historiker fanden heraus, dass 150 alliierte Piloten, darunter 101 Amerikaner, am Boden ermordet wurden, die meisten von Zivilisten. Während weiße Flieger entweder erschossen oder zu Tode geprügelt wurden, wurde Manning gehängt. Aufgrund ihrer Erkenntnisse errichtete das österreichische Bundesheer eine Gedenktafel an der Stelle, an der Manning ermordet wurde.